# Rhyphelia gallina
Espèce
Rhyphelia gallina est une espèce d'araignées aranéomorphes de la famille des Salticidae.

## Distribution
Cette espèce est endémique d'Acre au Brésil,. Elle se rencontre vers Rio Branco.

## Description
Le mâle holotype mesure 2,66 mm.

## Systématique et taxinomie
Cette espèce a été décrite par Nobre et Ruiz en 2024.

## Publication originale
- Nobre & Ruiz, 2024 : « On the boundary of the jumping spider genus Rhyphelia Simon, 1902 (Araneae: Salticidae: Euophryini), with description of ten new species. » Zootaxa, no 5418(5), p. 471-500.